# Allium narcissiflorum
Allium narcissiflorum — вид трав'янистих рослин родини амарилісові (Amaryllidaceae), поширений у Франції, Італії, Португалії (можливо інтродукований).

## Опис
Багаторічна рослина 20–50 см. Цибулини довгасті; оболонка волокниста, коричнева. Стебло жорстке, циліндричне, листяне в нижній чверті. Листків 4–8, лінійні, плоскі, шириною 2–5 мм, коротші за стебло. Квітки яскраво-рожеві, великі.

## Поширення
Поширений у Франції, Італії, Португалії (можливо інтродукований).
Зростає на кам'янистих осипах.

## Загрози й охорона
Потрібні дослідження для збору інформації про потенційні загрози для цього виду.